# Cisano sul Neva
Cisano sul Neva es una localidad y comune italiana de la provincia de Savona, región de Liguria, con 1.859 habitantes.

## Geografía

### Territorio
El pueblo, de forma cuadrangular, se levanta en el valle del arroyo Neva justo antes de la confluencia del curso de agua con el arroyo Pennavaira. Junto a este último arroyo se encuentra la aldea de Conscente, dominada por el castillo medieval, mientras que la segunda aldea, Cenesi, se encuentra en un pequeño valle lateral.

## Evolución demográfica
| Gráfica de evolución demográfica de Cisano sul Neva entre 1861 y 2001 |
|                                                                       |
| Fuente ISTAT - elaboración gráfica de Wikipedia                       |